# Tor Aulin
Tor Aulin   (ciutat d'Estocolm, 10 de setembre de 1866 - Nacka församling, 1 de març de 1914) va ser un violinista, director i compositor suec germà de Valborg Aulin.
Aulin va estudiar a Estocolm 1877–1883 i a Berlín 1884–1886. Entre 1889 i 1892 va ser concertista al Teatre Reial d'Estocolm i després director a la Stockholm Concert Society. El 1909 va ser director de l'Orquestra Simfònica de Göteborg.
L'any 1887 va formar el Quartet Aulin, que va guanyar molt bona fama en els cercles musicals.
Va compondre un gran nombre d'obres més petites per a violí, però també una sonata per a violí, tres concerts per a violí i una suite orquestral.
Tor Aulin va ser un dels fundadors de l'associació de concerts d'Estocolm l'any 1902. Va ensenyar música a August Strindberg i va ser un amic íntim de Wilhelm Stenhammar, amb qui va compartir la feina com a mestre de capella a l'associació d'orquestres de Göteborg des de 1909.
Va morir a Saltsjöbaden, un poblet prop d'Estocolm, i restà enterrat al cementiri Nord de la capital sueca.

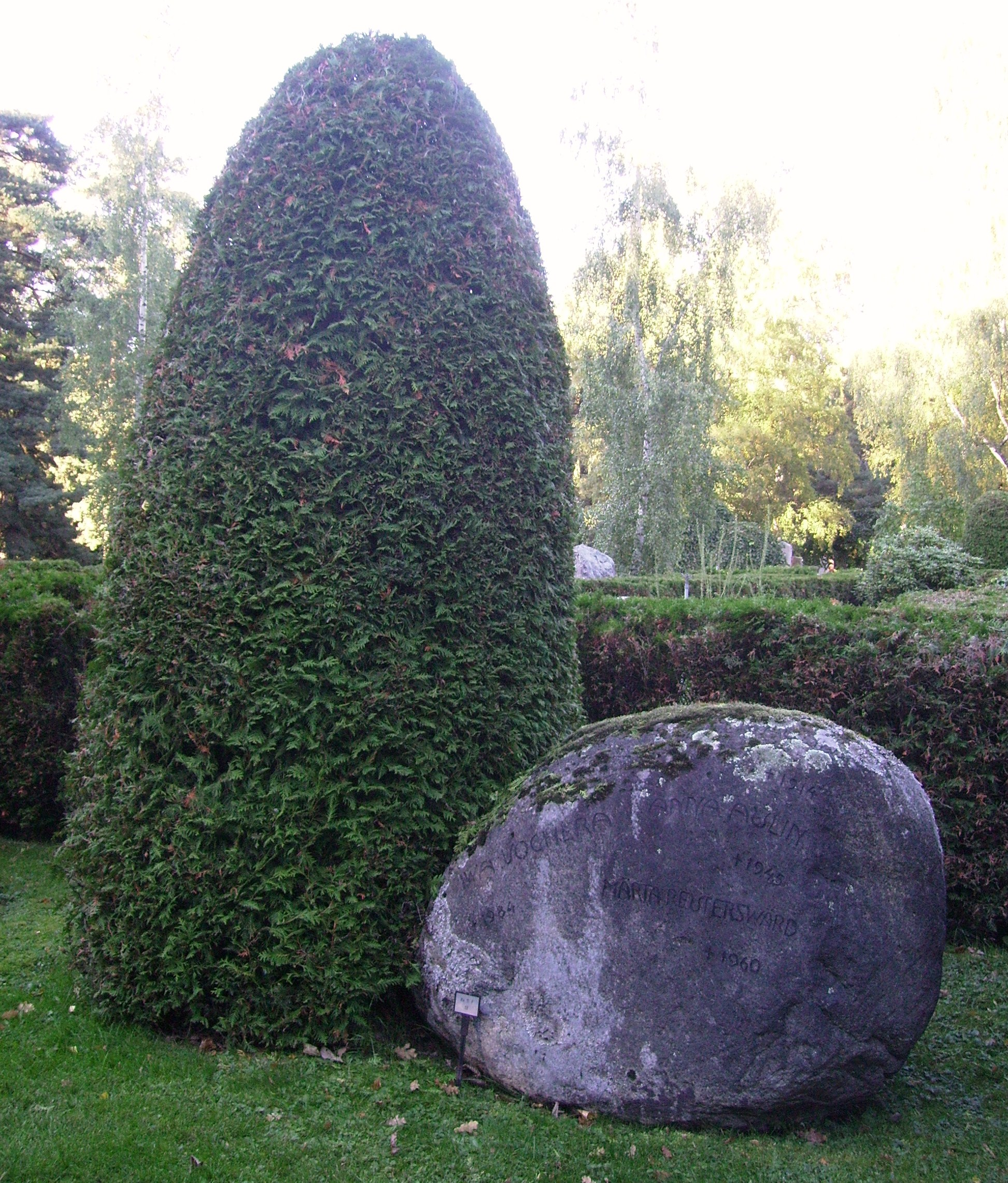
La sepultura de Tor Aulin al sepulcre Nord al municipi de Solna.

## Llista d'obres
Treball per a orquestra
- Peça de concert per a violí i orquestra, op. 7 (Concert per a violí núm. 1) (1890)
- Concert per a violí núm. 2, la menor, op. 11 (1892) (disponible en dues versions)[2]
- Concert per a violí núm. 3, do menor, op. 14 (1896)
- Mäster Olof, música d'escena per al drama d'August Strindberg, op. 22 (1908)
- A stormy day, música escènica per a l'obra de Ludvig Josephson (1892)
- Tres danses de Gotland, op. 28 (arr. per a violí i piano com op. 28)
- Quatre danses sueques, op. 32 (arr. per a violí i piano com op. 30)

Música de cambra
- Quatre aquarel·les per a violí i piano (1899)
- Sonata per a violí en re menor, op. 12 (1892)[3]
- 4 peces en forma einer Suite, op. 15 (1914)
- 4 peces, op. 16
- Dansa d'estiu, op. 18
- Albumblatt, op. 20
- Lyrische Gedicht, op. 21 (1908)
- Quatre peces de violí, op. 27 (1912)
- 4 Kinderstücke, op. 33
- 2 peces de caràcters (1892)
- Full commemoratiu (1898)

Obres per a piano
- Tres fulles de l'àlbum, op. 5
- Kleine Suite (1905)
- Valse Caprice, piano a 4 mans (1887)

Cançons
- Tres poemes de Tor Hedberg, op. 24 (1910)
  - Serenata de Giorgio
  - Vida i mort
  - Pel mar
- Dos poemes d'August Strindberg, op. 31 (1913)
- Vier serbische Volkslieder nach Johan Ludvig Runeberg (1903)
- Drei Lieder aus Tannhäuser von Julius Wolff (1888–99)
  - Der Lenz ist gekommen
  - Es ging sein Lieb zu suchen
  - Unter dem Helme, unter dem Schild
- Practicar cançons
  - No ploris més (Karl Gjellerup)
  - Længsel (cançó popular polonesa traduïda per Thor Lange)
  - Hvat agt jeg mit ringe Liv (Holger Drachmann)